# Haematomantispa nubeculosa
Haematomantispa nubeculosa (лат.) — вид хищных насекомых из семейства мантиспид отряда сетчатокрылых. Центральная Америка: Коста-Рика и Панама. От близких родов отличается красноватой окраской тела, жилкованием крыльев (углом в 40-50° между жилкой Sc и RA) и удлинённым пронотумом. Длина переднего крыла от 8,8 до 15,0 мм. Вид был впервые описан в 1933 году испанским энтомологом Л. Навасом (Longinos Navás, 1858—1938), а в 2002 году американский энтомолог Кевин Хоффман (Kevin Hoffman, Department of Entomology, California Academy of Science, Сан-Франциско, Калифорния, США) выделил его в отдельный род Haematomantispa.